# Baloise-Glowi Lions
Baloise-Glowi Lions ist ein belgisches Radsportteam mit Sitz in Paal-Beringen.
Die Mannschaft konzentriert sich fast komplett auf Cross-Rennen und besitzt eine Lizenz als UCI Cyclo-Cross Professional Team. Fahrer des Teams gewannen siebenmal die Weltmeisterschaften, dreimal die Europameisterschaften und zweimal die Weltcup-Gesamtwertung im Cyclocross.
Auf der Straße nimmt das Team nur an ausgewählten Rennen, meist in Belgien teil. Von 2003 bis 2020 besaß das Team dazu auch eine Lizenz als UCI Continental Team.
Das Team entstand vor der Saison 2004/2005 aus dem ehemaligen Spaar Select Team, das finanzielle und juristische Probleme bekam. In den 2010er Jahren war das Team unter dem Namen Telenet Fidea bekannt.

## Saison 2019

### Erfolge in der UCI Europe Tour
In der Saison 2019 gelangen dem Team nachstehende Erfolge in der UCI Europe Tour.
| Datum             | Rennen                      | Kat. | Sieger          |
| ----------------- | --------------------------- | ---- | --------------- |
| 29. Mai           | Prolog Flèche du Sud (EZF)  | 2.2  | Quinten Hermans |
| 30. Mai           | 1. Etappe Flèche du Sud     | 2.2  | Quinten Hermans |
| 31. Mai           | 2. Etappe Flèche du Sud     | 2.2  | Quinten Hermans |
| 29. Mai – 2. Juni | Gesamtwertung Flèche du Sud | 2.2  | Quinten Hermans |

## Saison 2018

### Erfolge in der UCI Europe Tour
In der Saison 2018 gelangen dem Team nachstehende Erfolge in der UCI Europe Tour.
| Datum    | Rennen                             | Kat. | Sieger          |
| -------- | ---------------------------------- | ---- | --------------- |
| 17. Juni | 4. Etappe Oberösterreich-Rundfahrt | 2.2  | Quinten Hermans |
| 31. Juli | 4. Etappe Tour de Wallonie         | 2.HC | Quinten Hermans |

## Saison 2017

### Erfolge in der UCI Europe Tour
In der Saison 2017 gelangen dem Team nachstehende Erfolge in der UCI Europe Tour.
| Datum    | Rennen                                       | Kat. | Sieger     |
| -------- | -------------------------------------------- | ---- | ---------- |
| 28. Juni | Internationale Wielertrofee Jong Maar Moedig | 1.2  | Toon Aerts |

### Mannschaft
| Teamkader 2017                 | Teamkader 2017    | Teamkader 2017 | Teamkader 2017          |
| Name                           | Geburtsdatum      | Land           | Vorheriges Team         |
| ------------------------------ | ----------------- | -------------- | ----------------------- |
| Jim Aernouts                   | 23. März 1989     | Belgien        |                         |
| Thijs Aerts                    | 3. November 1996  | Belgien        |                         |
| Toon Aerts                     | 19. Oktober 1993  | Belgien        |                         |
| Vincent Baestaens              | 18. Juni 1989     | Belgien        | Beobank-Corendon (2016) |
| Nicolas Cleppe                 | 12. Dezember 1995 | Belgien        |                         |
| Quinten Hermans                | 29. Juli 1995     | Belgien        |                         |
| Tom Meeusen (1. Nov.–24. Apr.) | 7. November 1988  | Belgien        |                         |
| Daan Soete                     | 19. Dezember 1994 | Belgien        |                         |
| Lars van der Haar              | 23. Juli 1991     | Niederlande    | Giant-Alpecin (2016)    |
| Corné van Kessel               | 7. August 1991    | Niederlande    |                         |
|                                |                   |                |                         |
| Quelle: UCI                    |                   |                |                         |

Anmerkung: Jim Aernouts

## Platzierungen in UCI-Ranglisten
UCI Europe Tour
| Saison    | Mannschaftswertung | Fahrerwertung                             |
| --------- | ------------------ | ----------------------------------------- |
| 2009      | 114.               | Kevin Pauwels (794.) Zdeněk Štybar (794.) |
| 2010      | 84.                | Kevin Pauwels (606.)                      |
| 2011      | 85.                | Tom Meeusen (229.)                        |
| 2012      | 109.               | Tom Meeusen (589.)                        |
| 2013-2015 | -                  | -                                         |
| 2016      | 132.               | Tom Meeusen (1515.)                       |
| 2017      | 83.                | Corné van Kessel (480.)                   |
| 2018      | 70.                | Quinten Hermans (142.)                    |
| 2019      | 65.                | Quinten Hermans (332.)                    |
| 2020      | 84.                | Toon Aerts (630.)                         |